# マルタ・ベキス
マルタ・ベキス（Marta Bechis、1989年9月4日 - ）は、イタリアの女子バレーボール選手。元イタリア代表。

## 来歴

### クラブチーム
トリノ出身。2006年、アシステル・ノヴァーラに入団。3年目からは正セッターに抜擢され、2008/09シーズンのセリエA1リーグとイタリアカップで準優勝した。2009/10シーズンはRobur Tiboni Urbino Volleyでプレーした。2010年、再びアシステル・ノヴァーラへ移籍し、3年間プレーした。2012/13シーズンはDuck Farm Chieri Torino Volley Clubでプレーした。2013/14シーズンはイモコ・コネリアーノへ移籍し、セリエA1リーグで3位となった。2014/15シーズンはポーランドのSKBank Legionovia Legionowoでプレーした。2015年、再びイモコ・コネリアーノへ加入し12月まで在籍し、2016年からはイル・ビゾンテ・フィレンツェへ移籍した。その後、2017/18シーズンの途中からイモコ・コネリアーノへ復帰し、セリエA1リーグでは優勝に貢献した。2019/20シーズンはVolAlto 2.0 Casertaで、2020/21シーズンはVolley Millenium Bresciaでプレーした。2021年7月、カザルマッジョーレと契約し、2021/22シーズンのセリエA1リーグに出場した。2022年5月、セリエA2（当時）のローマ・バレークラブへの移籍が発表され、2022/23シーズンのセリエA2優勝に貢献し、翌シーズンのセリエA1リーグに貢献した。2024年8月、再びイル・ビゾンテ・フィレンツェへ加入することが発表され、LOVB開幕までの2024年12月まで同チームでプレーした。2024/25シーズンから新設されたLOVBに参戦することが発表され、アトランタ所属となった。

### 代表チーム
2010年、シニア代表に初選出され、エリツィン大統領杯、ワールドグランプリに出場した。2011年、モントルーバレーマスターズに出場した。

## 球歴
- ワールドグランプリ - 2010年

## 所属クラブ
- アシステル・ノヴァーラ（2006-2009年）
- Robur Tiboni Urbino Volley（2009-2010年）
- アシステル・ノヴァーラ（2010-2012年）
- Duck Farm Chieri Torino Volley Club（2012-2013年）
- イモコ・コネリアーノ（2013-2014年）
- SKBank Legionovia Legionowo（2014-2015年）
- イモコ・コネリアーノ（2015-2016年）
- イル・ビゾンテ・フィレンツェ（2016-2018年）
- イモコ・コネリアーノ（2018-2019年）
- VolAlto 2.0 Caserta（2019-2020年）
- Volley Millenium Brescia（2020-2021年）
- カザルマッジョーレ（2021-2022年）
- ローマ・バレークラブ（2022-2024年）
- イル・ビゾンテ・フィレンツェ（2024年）
- LOVBアトランタ（2024年-）